# Emmanuel de Graffenried
Emmanuel de Graffenried (París, Francia; 18 de mayo de 1914-Lonay, Vaud, Suiza; 22 de enero de 2007) fue un piloto suizo de automovilismo. Corrió 23 Grandes Premios de Fórmula 1.

## Biografía
Más conocido como Toulo, nació el 18 de mayo de 1914 en París.
Comenzó a competir en 1936 y previo a la Segunda Guerra Mundial participó en algunos Grandes Premios de principal importancia. Tras la guerra, ganó el Gran Premio de Gran Bretaña de 1949 con un Maserati.
Participó en el Gran Premio de Gran Bretaña de 1950 en el circuito británico de Silverstone, la primera carrera del campeonato de Fórmula 1. 
Su mejor resultado en los 22 Grandes Premios del campeonato que disputó fue el cuarto puesto en el Gran Premio de Bélgica en Spa-Francorchamps en 1953. Corrió principalmente con la Scuderia Enrico Platé y con su equipo propio, aunque también disputó algunas carreras con el equipo de fábrica de Alfa Romeo y la Scuderia Centro Sud.
Fuera del campeonato mundial, Toulo ganó el Eifelrennen, el Gran Premio de Siracusa, el Gran Premio de Suiza Oriental y la Copa Lavant, entre otras competencias. En 1955 salió de semiretiro para ser el doble de Kirk Douglas en las escenas de acción de la película The Racers. En 1956 se retiró de los circuitos.
Graffenried tenía el título de barón y pertenecía a la saga de pilotos conocida como los Gentlemen drivers, hombres jóvenes con grandes fortunas que destinaban parte de su patrimonio a las carreras de coches.
Falleció el 22 de enero de 2007 en Lonay (Vaud) a los 92 años de edad.

## Resultados

### Campeonato Europeo de Pilotos
(Clave) (negrita indica pole position) (cursiva indica vuelta rápida)
| Año     | Escudería                    | 1   | 2       | 3       | 4       | Pos. | Puntos |
| ------- | ---------------------------- | --- | ------- | ------- | ------- | ---- | ------ |
| 1938    | Baron de Graffenried         | FRA | GER Ret |         |         | 31.º | 31     |
| 1938    | Ecurie Du Puy de Graffenried |     |         | SUI DNS | ITA     | 31.º | 31     |
| 1939    | Baron de Graffenried         | BEL | FRA     | GER     | SUI Ret | 25.º | 29     |
| Fuente: |                              |     |         |         |         |      |        |

### Grandes Épreuvestras la Segunda Guerra Mundial
(Clave) (negrita indica pole position) (cursiva indica vuelta rápida)

| Year    | Escudería               | 1     | 2       | 3       | 4       | 5     |
| ------- | ----------------------- | ----- | ------- | ------- | ------- | ----- |
| 1947    | Emmanuel de Graffenried | SUI 9 | BEL Ret | ITA Ret |         |       |
| 1947    | Enrico Platé            |       |         |         | FRA Ret |       |
| 1948    | Enrico Platé            | MON 3 | SUI Ret | FRA Ret | ITA 9   |       |
| 1949    | Emmanuel de Graffenried | GBR 1 | BEL     | SUI 7   | FRA     |       |
| 1949    | Enrico Platé            |       |         |         |         | ITA 4 |
| Fuente: |                         |       |         |         |         |       |

### Fórmula 1
(Clave) (negrita indica pole position) (cursiva indica vuelta rápida)

| Año     | Escudería               | 1       | 2       | 3     | 4       | 5      | 6       | 7       | 8       | 9       | Pos. | Puntos |
| ------- | ----------------------- | ------- | ------- | ----- | ------- | ------ | ------- | ------- | ------- | ------- | ---- | ------ |
| 1950    | Enrico Platé            | GBR Ret | MON Ret | 500   | SUI 6   | BEL    | FRA     | ITA 6   |         |         | NC   | 0      |
| 1951    | SA Alfa Romeo           | SUI 5   | 500     | BEL   |         |        |         | ITA Ret | ESP 6   |         | 16.º | 2      |
| 1951    | Enrico Platé            |         |         |       | FRA Ret | GBR    | GER Ret |         |         |         | 16.º | 2      |
| 1952    | Enrico Platé            | SUI 6   | 500     | BEL   | FRA Ret | GBR 19 | GER     | NED     | ITA DNQ |         | NC   | 0      |
| 1953    | Enrico Platé            | ARG     | 500     | NED 5 |         |        |         |         |         |         | 8.º  | 7      |
| 1953    | Emmanuel de Graffenried |         |         |       | BEL 4   | FRA 7  | GBR Ret | GER 5   | SUI Ret | ITA Ret | 8.º  | 7      |
| 1954    | Emmanuel de Graffenried | ARG 8   | 500     | BEL   | FRA     | GBR    | GER     | SUI     | ITA     | ESP Ret | NC   | 0      |
| 1956    | Scuderia Centro Sud     | ARG     | MON     | 500   | BEL     | FRA    | GBR     | GER     | ITA 7   |         | NC   | 0      |
| Fuente: |                         |         |         |       |         |        |         |         |         |         |      |        |